# Taras Myskiv
Taras Mikhailovich Myskiv em russo:Тарас Михайлович Мыськив;(Moscou, 7 de fevereiro de 1996) é um jogador de vôlei de praia e de voleibol na neve russo.

## Carreira
Em 2014 disputou com Kirill Fialkovskiy a edição do Campeonato Mundial de Vôlei de Praia Sub-21 realizado Portoterminando na trigésima nona posição.
Em 2016 atuou com Maxim Sivolap terminou na quinta posição no Mundial Sub-21 em Lucerna.No Circuito Mundial de Vôlei de Praia de 2018 esteve com Petr Bakhnar na conquista das medalhas de prata nos Abertos de Langkawi e Manila, depois ao lado de Aleksandr Kramarenko terminou na quarta posição no Aberto de Banguecoque, posteriormente com Ivan Golovin terminou na quarta posição no Aberto de Anapa, e os títulos ao lado de Valeriy Samoday nos Abertos de Ljubljana e Vaduz, todas na categoria uma estrela.
Participou ao lado de Ruslan Dayanov da primeira edição do Campeonato Europeu de Vôlei na Neve de 2018, sediado em Wagrain, Kleinarl e Flachau, na qual conquistaram a medalha de ouro e neste mesmo ano juntos conquistaram pelo Circuito Europeu de Vôlei na Neve os títulos das etapas do Monte Argeu, Roccaraso e Uludağ, ainda foram vice-campeões na etapa de Bakuriani.
Iniciou o Circuito Mundial de 2019 com Valeriy Samoday e obtiveram o vice-campeonato do Aberto de Qinzhou,categoria tres estrelas, já na categoria quatro estrelas terminaram na nona posição nos Abertos de Yangzhou e Haia, além do quinto lugar no torneio tres estrelas em Sydney, mudando de parceiro no quatro estrelas de Xiamen, alcançando apenas a trigésima terceira posição com Aleksandr Kramarenko, novamente mudando de parceria, desta vez com Nikita Lyamin quando terminaram em quinto nos Aberto de Jinjiang e Warsaw, o décimo sétimo lugar em Ostrava (quatro estrelas).

## Títulos e resultados
- Torneio 1* do Aberto de Vaduz do Circuito Mundial de Vôlei de Praia:2018
- Torneio 1* do Aberto de Ljubljana do Circuito Mundial de Vôlei de Praia:2018
- Torneio 3* do Aberto de Qinzhou do Circuito Mundial de Vôlei de Praia:2019
- Torneio 1* do Aberto de Manila do Circuito Mundial de Vôlei de Praia:2018
- Torneio 1* do Aberto de Langkawi do Circuito Mundial de Vôlei de Praia:2018
- Torneio 1* do Aberto de Anapa do Circuito Mundial de Vôlei de Praia:2018
- Torneio 1* do Aberto de Banguecoque do Circuito Mundial de Vôlei de Praia:2018
- Etapa de Uludağ do Circuito Europeu de Vôlei na Neve:2018
- Etapa de Roccaraso do Circuito Europeu de Vôlei na Neve:2018
- Etapa de Monte Argeu do Circuito Europeu de Vôlei na Neve:2018
- Etapa de Bakuriani do Circuito Europeu de Vôlei na Neve:2018